# Maison Varma
La maison Varma (finnois : Varmantalo) est un bâtiment situé dans le quartier de Kyttälä à Tampere en Finlande,,.

## Présentation
Varmantalo est un immeuble achevé en 1937, situé au centre de Tampere au coin des rues Hämeenkatu et Aleksanterinkatu.
Il a été conçu par le professeur Johan Sigfrid Sirén comme immeuble de bureaux pour la compagnie d'assurance Varma,,.
De nos jours, le bâtiment est à usage commercial, de bureau et résidentiel.